# Roberto D'Orazio
 (février 2017).
Si vous disposez d'ouvrages ou d'articles de référence ou si vous connaissez des sites web de qualité traitant du thème abordé ici, merci de compléter l'article en donnant les références utiles à sa vérifiabilité et en les liant à la section « Notes et références ».
Roberto D'Orazio, né à Havré le 26 avril 1954, est un syndicaliste belge.

## Biographie
Roberto D'Orazio est d'origine modeste. Ses parents ont émigré des Abruzzes vers la Belgique, où son père a trouvé du travail dans les mines du côté de Mons.
Électricien de formation, il a commencé à travailler dans l'hôtellerie et ensuite dans une usine de transformation du bois. En 1979, il est engagé aux Forges de Clabecq où il débute comme opérateur machine.
En 2016, il travaille en tant qu'ouvrier de maintenance au centre culturel de Tubize.

## Syndicalisme
Délégué principal du syndicat socialiste (Fédération générale du travail de Belgique), il fut un des leaders de la lutte pour le maintien de l'activité au sein des Forges de Clabecq, à la suite de la décision de faillite des forges prononcée en décembre 1996.
Devenant rapidement célèbre grâce à ses talents d'orateurs et à ses capacités de leader d'hommes, Roberto d'Orazio mènera le combat des ouvriers des Forges. Celui-ci se traduira notamment par une grande manifestation nationale (la marche pour l'emploi) organisée le 2 février 1997 et ayant rassemblé près de 70 000 personnes (chiffre important pour la Belgique).
Considéré comme un grand leader syndicaliste par certains[Qui ?], Roberto d'Orazio est également un personnage controversé. En particulier, certains lui reprochent les altercations violentes qui ont ponctué la lutte pour la reprise de l'activité aux Forges de Clabecq.[réf. nécessaire]
Une semaine après la manifestation nationale, le curateur nommé par la justice à la suite de la déclaration de faillite (Alain Zenner) sera, en effet, la victime d'une agression de la part de plusieurs ouvriers. Les avis divergent quant à l'importance réelle de l'agression : véritable ratonnade pour certains, l'action se limita, pour d'autres, à quelques claques. Alain Zenner apparaîtra le visage ensanglanté devant les caméras de télévision qu'il a lui-même convié. Roberto d'Orazio n'a pas été personnellement impliqué dans cet incident même s'il a refusé de condamner les auteurs des actes.[réf. nécessaire]
Fin mars 1997, les ouvriers de Clabecq décident de bloquer l'autoroute E19 (Bruxelles-Paris), à hauteur de Wauthier-Braine, située à quelques kilomètres de l'usine. Ils entendent ainsi protester contre l'absence d'avancée dans leurs revendications. La police tente alors d'intervenir pour bloquer le passage des ouvriers ; ceux-ci réagissent en forçant le passage avec des bulldozers. Filmée par des hélicoptères, cette scène sera diffusée par toutes les télévisions et accentuera la polémique autour de la lutte aux Forges de Clabecq.[réf. nécessaire]
De plus en plus isolé de la hiérarchie syndicale, Roberto D'Orazio sera exclu des négociations menées avec le monde politique pour la reprise des Forges. Finalement, les Forges de Clabecq seront rachetées par l'entreprise Duferco et l'activité y reprendra en 1998. Roberto D'Orazio et l'ensemble des membres de la délégation syndicale figureront parmi le personnel licencié et Roberto D'Orazio sera, par la suite, exclu du syndicat avec plusieurs de ses camarades.[réf. nécessaire]
Par la suite, Roberto D'Orazio a été poursuivi avec 12 autres membres de la délégation des Forges de Clabecq sur base des actions menées durant le combat pour la reprise des Forges. Largement médiatisé sous l'appellation du « procès des 13 de Clabecq », le procès s'est finalement clôturé en 2002.[réf. nécessaire]
Le procès portait notamment sur les actes commis lors du blocage de l'autoroute située non loin des Forges (cf. ci-dessus) ainsi que sur l'agression du curateur, Alain Zenner. Après des années de procédure, la Cour d'appel a prononcé un non-lieu pour 9 des accusés et une suspension du prononcé de la condamnation pour les 4 autres prévenus. Cette décision a été considérée comme une défaite pour l'accusation et a été interprétée par certains[Qui ?] comme une condamnation de la répression policière lors du combat pour la défense des Forges.[réf. nécessaire]

## Politique
En 1999, Roberto D'Orazio prend part aux élections européennes avec sa propre liste, « Debout ». Il obtient 2 % des voix (46089 votes) en Wallonie, avec des pointes à 3 % dans le Hainaut. Cet échec l'incite à ne pas poursuivre.
Aux législatives de juin 2007, il accepte de servir de porte-parole au Comité pour une autre politique lors de la campagne électorale. Son parti fait un score très modeste. Pour les régionales de juin 2009, il a pris accord avec le CAP.
Il exprime en 2016 son soutien au Parti du travail de Belgique (PTB).
En 2024, il soutient son fils, candidat du Mouvement réformateur.

## Cinéma
En 2011, il tient l'un des rôles principaux dans Au cul du loup, film écrit et réalisé par Pierre Duculot. Il est Alberto, le père de Christina, l'héroïne du film jouée par Christelle Cornil.